# Венетико Супериоре (Месина)
Венетико Супериоре је насеље у Италији у округу Месина, региону Сицилија.
Према процени из 2011. у насељу је живело 273 становника. Насеље се налази на надморској висини од 283 м.